# Mariscal de Italia

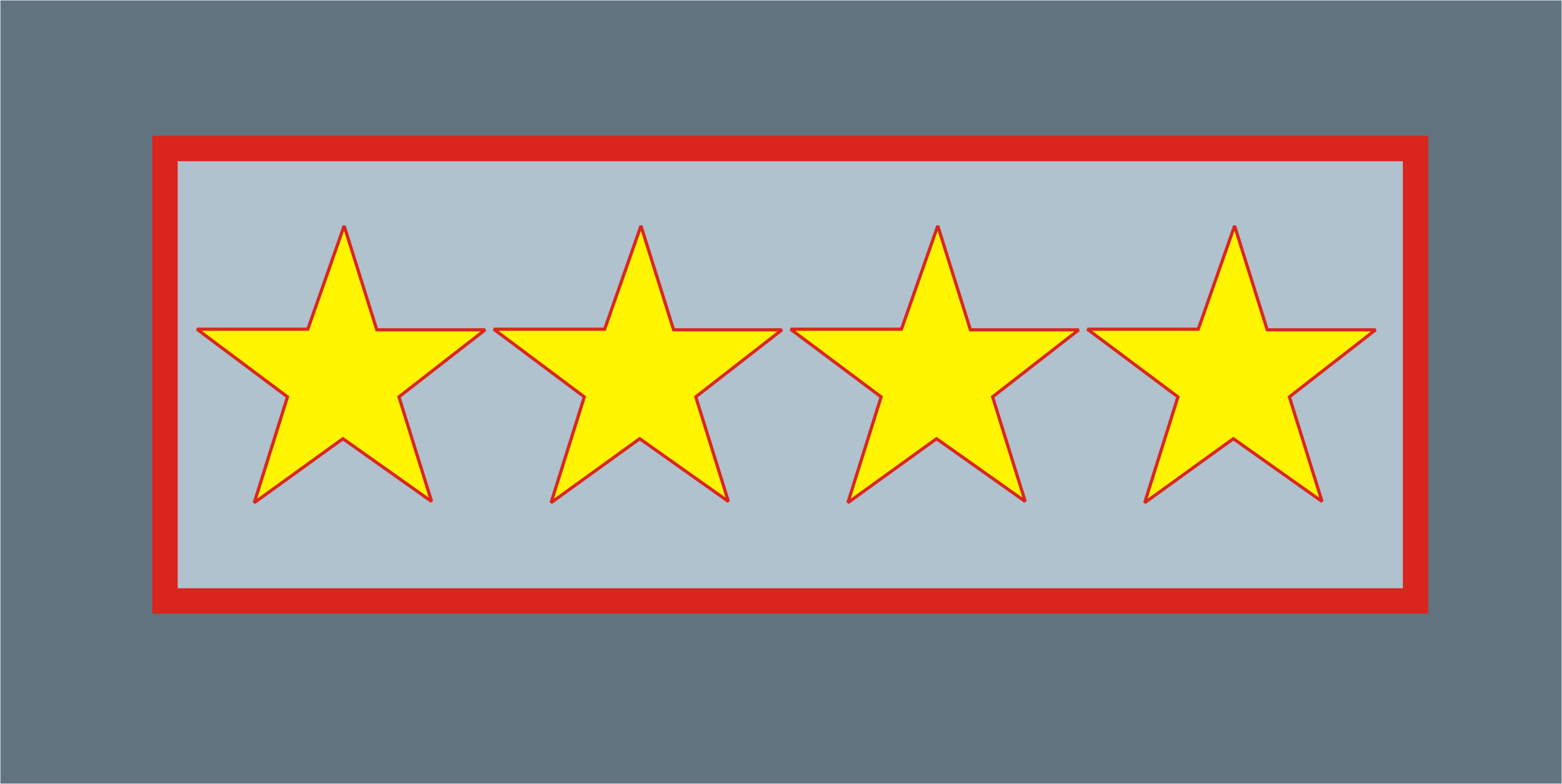
Insignia de rango para la gorra de servicio

Mariscal de Italia (en italiano: Maresciallo d'Italia) era un grado militar del Regio Esercito del Reino de Italia, creado en el año 1924 por el dictador fascista Benito Mussolini con la finalidad de homenajear a dos distinguidos militares italianos: los generales Luigi Cadorna y Armando Diaz, de destacada participación en la Primera Guerra Mundial. 
Posteriormente el régimen fascista otorgó este grado a otros militares entre los años 1926 y 1943, deviniendo el mayor rango militar del escalafón italiano hasta que en 1938 Mussolini crea el grado de Primer mariscal del Imperio para concederlo sólo a sí mismo y al rey Víctor Manuel III. Para los oficiales de la Regia Marina se creó el grado equivalente de Gran Almirante (en italiano Grande Ammiraglio) y para la Regia Aeronautica el grado de Mariscal del Aire (o Maresciallo dell'Aria).
El grado de Mariscal de Italia y sus equivalentes aéreos y navales fueron abolidos definitivamente en enero de 1947 por la República Italiana. El actual grado máximo  del Ejército Italiano es el de General de cuerpo de ejército.

## Lista de los "Mariscales de Italia"

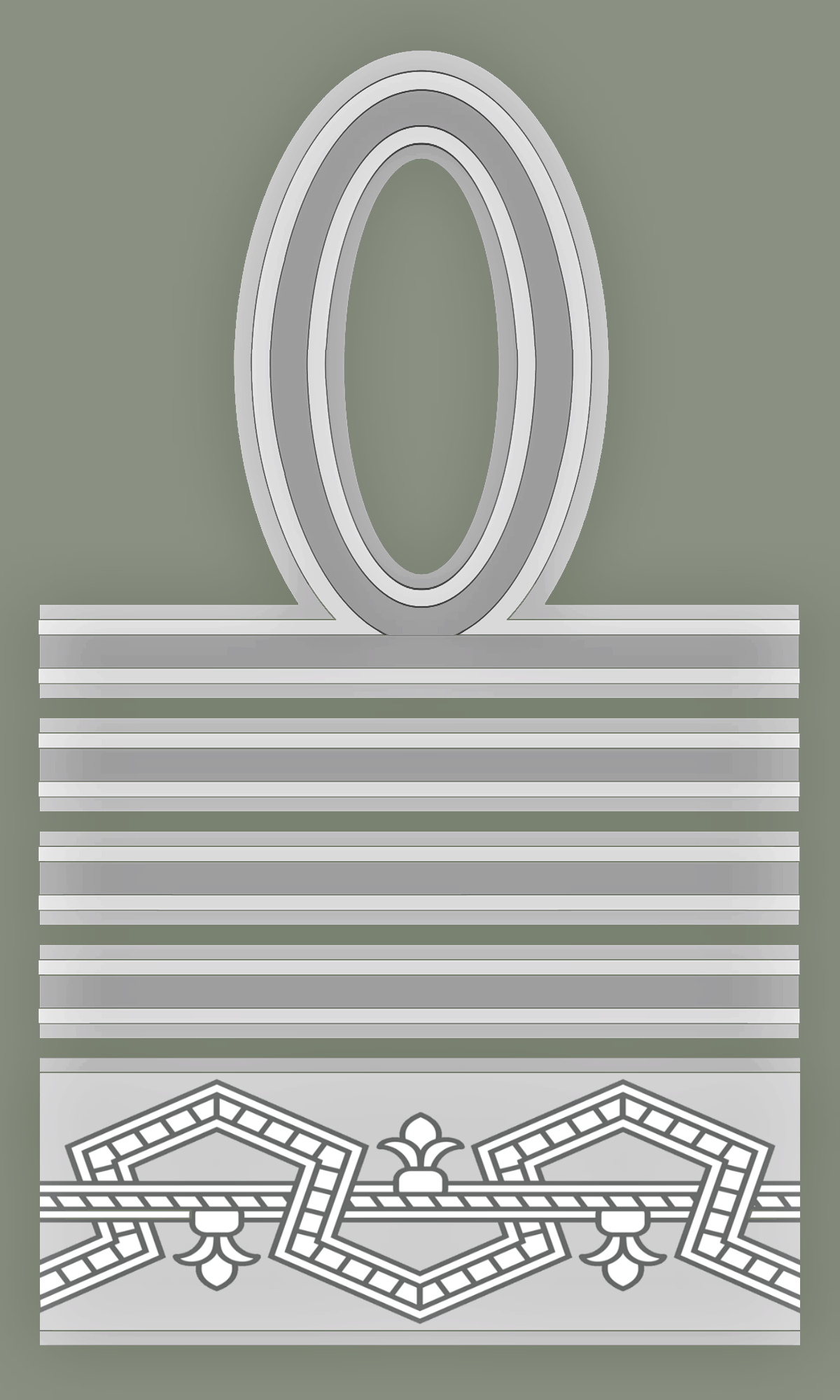
Insignia de manga en 1940

(entre paréntesis está la fecha de nombramiento) 
Primera Guerra Mundial
- Luigi Cadorna (4 de noviembre de 1924)
- Armando Diaz (4 de noviembre de 1924)
- Enrico Caviglia (25 de julio de 1926)
- Emanuele Filiberto d'Aosta (25 de julio de 1926)
- Pietro Badoglio (25 de julio de 1926)
- Gaetano Giardino (25 de julio de 1926)
- Guglielmo Pecori Giraldi (25 de julio de 1926)

Segunda guerra ítalo-etíope
- Emilio De Bono (16 de noviembre de 1935)
- Rodolfo Graziani (9 de mayo de 1936)

Segunda Guerra Mundial
- Ugo Cavallero (1 de julio de 1942)
- Ettore Bastico (12 de agosto de 1942)
- Humberto II de Italia (29 de octubre de 1942)
- Giovanni Messe (12 de mayo de 1943)

## Oficiales italianos de grado equivalente
Gran almirante
- Paolo Emilio Thaon di Revel (4 de noviembre de 1924)

Mariscal del Aire
- Italo Balbo (13 de agosto de 1933)